# Боргерт, Оскар
Оскар Боргерт (нем. Oscar Borgerth; 16 декабря 1906, Рио-де-Жанейро — 25 ноября 1992, Рио-де-Жанейро) — бразильский скрипач.
Учился в Федеральном университете Рио-де-Жанейро, в 1924 г. вместе со своими соучениками, скрипачкой Мариуччей Яковино и виолончелистом Ибере Гомесом Гроссу играл в первом концерте новосозданного студенческого оркестра. Окончил Национальную школу музыки (1925), ученик Орландо Фредерико. Затем совершенствовал своё мастерство в Париже. Первый исполнитель нескольких скрипичных сочинений Эйтора Вилла-Лобоса — в частности, Фантазии различных настроений (порт. Fantasia de movimentos mixtos; 1921, премьера 1941) и поэмы для скрипки с оркестром «Мученичество насекомых» (1925, премьера 1948). Многие годы руководил струнным квартетом, который также стал первым исполнителем произведений Вилла-Лобоса — Струнных квартетов № 4 (1917, премьера 1947) и № 7 (1942, посвящён Квартету Боргерта). Признание завоевало также фортепианное трио с участием Боргерта, Гомеса Гроссу и пианиста Томаса Терана, активное в 1930-е гг.
С 1944 г. — профессор Национальной школы музыки.